# Alternaria
Alternaria ist eine weltweit weit verbreitete Gattung von Schimmelpilzen. Alternaria wird zu den Schwärzepilzen gezählt. Man unterscheidet zwischen etwa 40 Arten. Die Gattung zählt zu den sogenannten Fungi imperfecti.

## Lebensweise
Pilze der Gattung Alternaria sind in der Natur weit verbreitet. Die meisten von ihnen leben unter anderem als Zersetzer (Saprophyten) organischer Masse, wodurch ihnen eine große Bedeutung in den Nährstoffkreisläufen zukommt. Ihr Myzel überdauert auf abgestorbenem Pflanzenmaterial im Boden. Wie auch andere Organismen, die sich vorrangig von abgestorbenen Substanzen ernähren, können sie ebenfalls schädigend auftreten.
Als Saprophyten können Alternaria-Arten (hier vor allem A. alternata) z. B. auch Substrate im Kontaktbereich des Menschen besiedeln und schädigen. Davon sind bei entsprechend feuchter Lagerung Lebensmittel betroffen. Außerdem werden in feuchter Umgebung Bau- und Wohnmaterialien (Holz, Tapete) befallen.
Darüber hinaus können einige Alternaria-Arten auch parasitisch auf Pflanzen leben. Sie befallen bevorzugt geschwächte Individuen, auf denen sie mehr oder weniger schwerwiegende pilzliche Krankheiten auslösen.
Zum Wachstum brauchen Alternaria-Arten relativ viel Feuchtigkeit (> 22 %). Dieser Wert ist hinsichtlich des aw-Wertes abhängig vom jeweiligen Substrat.

## Bedeutung im Pflanzenbau
Wirtschaftlich bedeutende, durch Alternaria-Arten ausgelöste Pflanzenkrankheiten sind an Kartoffeln die Dürrfleckenkrankheit (A. solani) und die eng verwandte Sprühfleckenkrankheit (A. alternata)  auf den Blättern sowie eine Hartfäule an den Kartoffelknollen (erkennbar an dunklen, eingesunkenen Flecken mit radialer Faltung der Schale).
A. helianthi ist Auslöser einer Blattfleckenkrankheit der Sonnenblume. An Raps ist eine durch Alternaria-Arten ausgelöste Pflanzenkrankheit die Rapsschwärze (A. brassicae, A. brassicola), von der auch andere Kohl- und Gemüsepflanzen betroffen sind. An Getreide tritt Alternaria, in Vergesellschaftung mit anderen Gattungen wie Cladosporium oder Epicoccum, als sogenannter Schwärzepilz in Erscheinung, wenn er als Schwächeparasit bei verzögerter Ernte Ähren und Halme befällt, besonders bei feuchter Witterung.

## Gesundheitliche Relevanz
Alternaria-Arten zählen zu den Mykotoxin-Bildnern. Über die Schädlichkeit für den Menschen ist noch wenig bekannt. Als Metaboliten werden u. a. Tenuazonsäure (hat insektizide Wirkung), Altenuen, Tentoxin, Alternariol und Alternariolmonoethylether gebildet. Alternaria wird oft als Allergen identifiziert (Schimmelpilzallergie)
Alternaria-Arten können bei Tieren gelegentlich eine Hautinfektion auslösen, siehe dazu Phäohyphomykose.

## Systematik
Die Gattung Alternaria zählt zu den Fungi imperfecti, d. h. ihre Vertreter bilden keine Asci aus, sondern vermehren sich nur ungeschlechtlich durch Konidien. Durch genetische Untersuchungen konnte der Gattung als Ganzes jedoch die Gattung Lewia als Teleomorphe zugeordnet werden. Arten, die anderen Teleomorphen zugeordnet werden müssen, werden folglich nicht mehr zu Alternaria gestellt.

### Bedeutende Arten
- Alternaria alternata (Fr.) Keissl.: Häufigste Alternaria-Art, bedeutender Schimmelpilz in Bau- und Wohnstoffen, einer der Schwärzepilze an Getreide und Verursacher der Sprühfleckenkrankheit an Kartoffeln.
- Alternaria brassicae (Berk.) Sacc.: Infiziert vornehmlich Pflanzen der Familie der Brassicaceae (Kreuzblütler). Hierbei sind vor allem Raps und verschiedene Kohl-Arten von wirtschaftlichem Interesse.
- Alternaria citri Ellis & N.Pierce: Infiziert Zitrusfrüchte (es entstehen schwarze Flecken; anschließend partielle Mazeration des Gewebes). Gelegentlich werden auch Tomaten befallen.
- Alternaria solani Sorauer: Infiziert Nachtschattengewächse, hier v. a. Kartoffeln (Dürrfleckenkrankheit), Tomaten und Paprika.
- Alternaria tenuissima (Kunze) Wiltshire: Im Boden weit verbreitete Art (Mykotoxine) und Schwächeparasit auf Gemüse und Obst (nicht wirtsspezifisch).